# ブラーツラウ

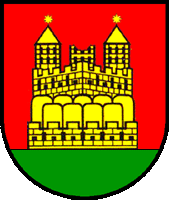
ブラーツラウの町章（18世紀）

ブラーツラウ（ウクライナ語：Бра́цлав；意訳「渡り」）は、ウクライナのヴィーンヌィツャ州ネムィーリウ地区にある町。南ブーフ川河岸に位置する。町名はバルト語の「渡り」・「渡り場」を意味する。面積は約19.2km²（2005年）。人口は約6,033人（2005年）。ブラースラウ（Бра́слав）とも。
14世紀にリトアニア大公国の要塞として創建された。1569年から1793年にかけてポーランド・リトアニア共和国のブラーツラウ県の県庁所在地であった。1648年にフメリニツキーの乱によりコサック国家ブラーツラウ連隊の中心地となった。
1793年にロシア帝国ポジーリャ県ブラーツラウ郡に編成された。交通開発とインフラの整備が進まなかったため、ロシアの支配下において衰退した。